# Profecía de Berchán
La Profecía de Berchán es un poema histórico relativamente extenso escrito en irlandés medio. El manuscrito se conserva en la Royal Irish Academy, (signatura MS 679 (23/G/4)), junto con algunas copias tempranas. Fue escrito probablemente en el siglo XII, tal vez incluso más tarde, pero recoge lo que se supone que es una profecía de la Alta Edad Media.
El texto consta de 204 estrofas, dos de las cuales (128 y 168) están incompletas. Se divide en dos partes: el supuesto autor de la primera de ellas (estrofas 1-96) es un abad irlandés llamado Berchán, del que toma su nombre el poema. Esta primera parte consiste en la descripción del propio monasterio, la narración de los ataques vikingos, y la presentación de diecinueve reyes irlandeses.
La segunda parte del poema (estrofas 97-206) es una profecía anónima construida alrededor de la muerte de San Patricio, en el siglo V, en la que se pronostica la vida de Columba de Iona y del rey Aedan de los Dalriadas, así como de otros veinticuatro reyes de Escocia, desde Kenneth I hasta Donald III. El poema es muy vago en su identificación de los reyes, y emplea un gran número de oscuras imágenes poéticas y simbólicas. A diferencia de lo que sucede en la primera parte, no hay glosas que acompañen al poema indicando el nombre de los reyes. Con todo, es relativamente sencillo identificarlos con los datos que aporta el poema, por lo que este texto es una de las fuentes más importantes de información respecto al periodo de la historia de Escocia que narra.